# Aliança Nacional Indiana para o Desenvolvimento Inclusivo
A Aliança Nacional Indiana para o Desenvolvimento Inclusivo (ANIDI em português) é uma grande aliança política multipartidária de vários partidos políticos na Índia, liderada pelo maior partido da oposição, o Congresso Nacional Indiano. Este grupo está em oposição ao governo da Aliança Democrática Nacional (NDA) liderado pelo Partido Bharatiya Janata (BJP) nas eleições gerais indianas de 2024.

## Etimologia
A Aliança Nacional Inclusiva para o Desenvolvimento da Índia, comumente conhecida pelo seu Retroacrônimo, INDIA , é uma frente de oposição anunciada pelos líderes de 28 partidos para disputar as eleições de 2024 para Lok Sabha. O nome foi proposto durante uma reunião em Bengaluru e adotado por unanimidade pelos 28 partidos participantes. Enquanto algumas fontes atribuem a sugestão do nome a Rahul Gandhi, o líder do Congresso Nacional Indiano (INC), outras mencionam que foi sugerido por Mamata Banerjee, o supremo do Congresso Trinamool (TMC) e ministro-chefe de Bengala Ocidental.

## História
A primeira reunião dos partidos da oposição, realizada em Patna, Bihar, foi presidida pelo ministro-chefe de Bihar, Nitish Kumar, em 23 de junho de 2023, quando a proposta de uma nova aliança foi colocada sobre a mesa. O encontro contou com a presença de 16 partidos.
A segunda reunião foi realizada em Bengaluru, Karnataka, de 17 a 18 de julho. Foi presidida pela presidente da UPA, Sonia Gandhi, quando a proposta de aliança foi aceita e mais dez partidos foram acrescentados à lista. O nome da aliança foi finalizado e recebeu o nome de Aliança Inclusiva para o Desenvolvimento Nacional Indiano. Nesta reunião foi anunciado que o terceiro encontro seria realizado na cidade de Mumbai. A terceira reunião foi realizada em Mumbai, Maharashtra, de 31 de agosto a 1º de setembro. Este encontro foi organizado pelo presidente do Shiv Sena (UBT), Uddhav Thackeray, e contou com a presença de Sonia Gandhi, Rahul Gandhi e ministros-chefes de 5 estados. Ao longo dos dois dias de deliberações, a aliança discutiu questões eleitorais importantes para as próximas eleições gerais, criou o comité de coordenação e aprovou uma resolução de três pontos para lutarem juntos nas eleições gerais indianas de 2024 “na medida do possível”.
A quarta conferência realizou-se em Nova Deli, em 19 de Dezembro. O encontro foi realizado principalmente para discutir a partilha de assentos, comícios conjuntos e o rosto do primeiro-ministro e/ou organizador da aliança. Ela adotou uma resolução para garantir o uso máximo de VVPATs nas próximas eleições. "Para aumentar a confiança nas eleições, os recibos VVPAT devem ser entregues diretamente aos eleitores para autoverificação e colocados em uma caixa separada, em vez de caírem na caixa principal. Eventualmente, todos os recibos VVPAT devem ser 100% contados, garantindo eleições verdadeiramente justas", dizia a resolução aprovada pela aliança na reunião. A partilha de assentos também deveria ser feita até 31 de dezembro de 2023 ou meados de janeiro de 2024. Foi também decidido que serão realizados protestos em todo o país no dia 22 de Dezembro de 2023 contra as suspensões de deputados da oposição no Parlamento Indiano. Alguns líderes disseram que a aliança realizaria um grande comício conjunto em Patna em 30 de janeiro de 2024, aniversário da morte de Mahatma Gandhi, embora isso não tenha sido anunciado oficialmente.
A aliança realizou a sua 5ª reunião virtualmente com alguns líderes que não compareceram. Após a reunião, o presidente do Congresso Nacional Indiano, Mallikarjun Kharge, foi declarado presidente do grupo. Os membros também discutiram sobre a partilha de assentos. Foi oferecido a Nitish Kumar, o ministro-chefe de Bihar, o cargo de convocador nacional da aliança, que foi recusado. Kumar juntou-se à Aliança Democrática Nacional na crise política de Bihar em 2024, duas semanas depois.
O bloco realizou o seu primeiro evento conjunto em 22 de dezembro de 2023, quando foram lançados protestos a nível nacional contra as suspensões de deputados da oposição no Parlamento indiano. O presidente do Congresso, Mallikarjun Kharge, o líder do partido Rahul Gandhi, o presidente do PCN Sharad Pawar, o líder do CPI(M) Sitaram Yechury e outros líderes realizaram protestos contra as suspensões de deputados sob o slogan "Salve a Democracia" em Jantar Mantar, Nova Deli.
A primeira manifestação conjunta do bloco foi realizada em Patna, Bihar, em 3 de março de 2024. A manifestação contou, entre outros, com Kharge, Rahul Gandhi, o chefe de Rashtriya Janata Dal (RJD), Lalu Prasad Yadav, o ex-vice-ministro-chefe de Bihar, Tejashwi Yadav, o supremo do Partido Samajwadi, Akhilesh Yadav, e os principais líderes da esquerda, Sitaram Yechury e D. Raja. Kharge atacou Kumar por mudar frequentemente de alianças e criticou o BJP por não cumprir a sua promessa de empregos e negligenciar os pobres e a maioria do país.